# مایک جانسون
جیمز مایکل جانسون (به انگلیسی:James Michael Johnson ، زاده ۳۰ ژانویه ۱۹۷۲) وکیل و سیاستمدار آمریکایی است که از اکتبر سال ۲۰۲۳ به عنوان رئیس مجلس نمایندگان ایالات متحده آمریکا مشغول به کار است. او از سال ۲۰۱۷ نماینده مجلس نمایندگان ایالات متحده آمریکا از حوزه انتخابیه چهارم کنگره‌ای لوئیزیانا بوده‌است. جانسون در حال حاضر نامزد فراکسیون جمهوریخواهان مجلس نمایندگان برای ریاست مجلس در انتخابات ریاست مجلس در اکتبر ۲۰۲۳ است.
جانسون که یکی از اعضای ایدئولوژیک جناح راست مسیحی حزب جمهوری‌خواه است، جانسون با حمایت قوی خود از ممنوعیت سقط جنین در سراسر کشور و مخالفت با ازدواج همجنس‌گرایان شناخته شده‌است. او خواستار لغو حکم اوبرگفل علیه هاجز دیوان عالی و محدود کردن ماری‌جوانای طبی شده‌است و از این ماده به عنوان " داروی دروازه ای " یاد می‌کند. در دسامبر ۲۰۲۰، جانسون در نامه‌ای از پرونده تگزاس علیه پنسیلوانیا حمایت کرد، این پرونده شکایتی طرح شده در دیوان عالی بود که  نتایج انتخابات ریاست جمهوری ۲۰۲۰ را به چالش می‌کشید. در ژانویه ۲۰۲۱، جانسون به لغو نتایج انتخابات در پنسیلوانیا رأی داد. جانسون روابط نزدیکی با گروه‌های بنیادگرای پروتستانی انجمن خانواده لوئیزیانا، اتحاد دفاع از آزادی و تمرکز بر خانواده برقرار کرده‌است. او شروع به کار به عنوان یک سیاستمدار، با آنها برای «نمایندگی کلیساها، کشیشان و جماعت‌هایی که دیدگاه آزادی مذهبی آنها با مقررات دولتی در تضاد بود» همکاری می‌کرد. جانسون از پایان دادن به کمک‌های نظامی آمریکا به اوکراین در جنگش علیه روسیه حمایت می‌کند.
او از سال ۲۰۲۱ به عنوان نایب رئیس فراکسیون جمهوری خواهان مجلس نمایندگان خدمت کرده‌است. جانسون پیش از این برای یک دوره ریاست کمیته مطالعات جمهوری خواهان مجلس، که بزرگ‌ترین گروه محافظه کاران کنگره است، و همچنین ائتلافی از اعضای محافظه کار اجتماعی و مالی در کنفرانس بزرگ جمهوری خواهان مجلس را بر عهده داشت. قبل از ورود به کنگره، جانسون دو دوره ناکامل عضو مجلس نمایندگان لوئیزیانا از حوزه ۸ در بوسیه پریش بود.
در ۲۴ اکتبر ۲۰۲۳، پس از سه بار رای‌گیری فراکسیون جمهوری خواهان، جانسون پس از نامزدی ناموفق استیو اسکالیس، جیم جردن و تام ایمر، چهارمین نامزد جمهوری خواهان برای رئیس مجلس در انتخابات ریاست مجلس در اکتبر ۲۰۲۳ شد. او در رای‌گیری سوم ۱۲۸ رای کسب کرد. او با دوره حضور نسبتاً کوتاه خود در مجلس، و بدون ریاست یک کمیته کامل مجلس، یا حضور در رهبری ارشد مجلس، کم‌تجربه‌ترین رئیس مجلس از نظر خدمت در مجلس در ۱۴۰ سال گذشته خواهد بود.

## مواضع سیاسی
جانسون یکی از اعضای جناح راست مسیحی حزب جمهوری‌خواه است.

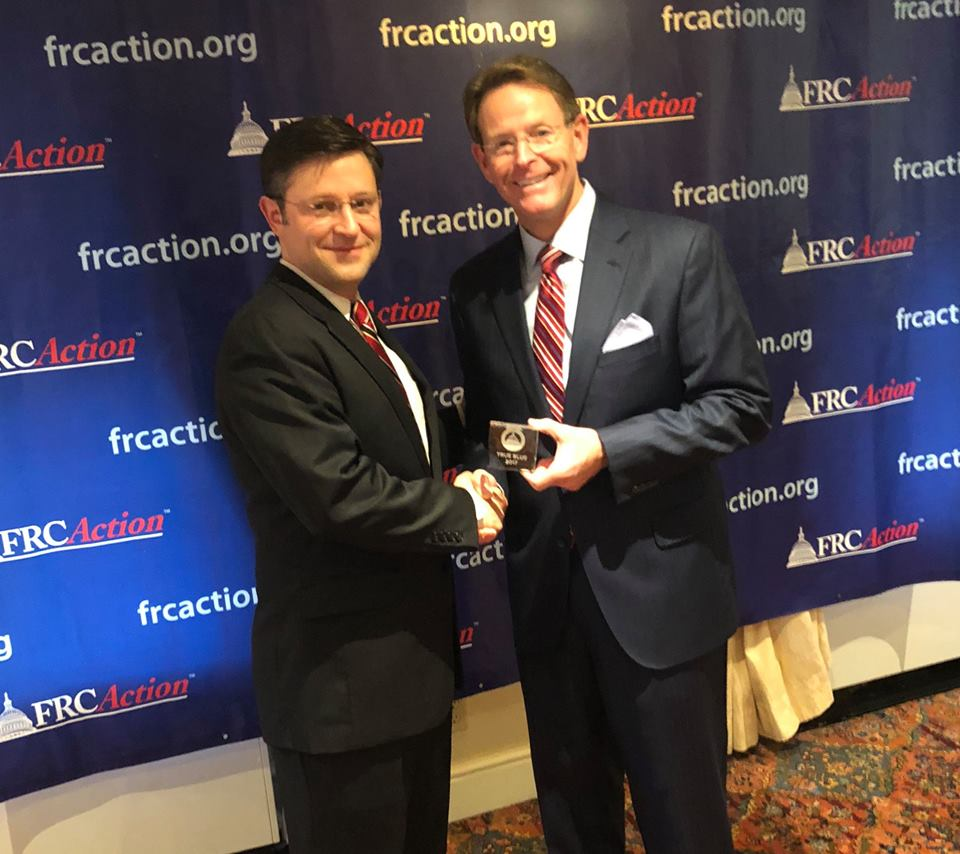
جانسون جایزه ترو بلو را از رئیس FRC تونی پرکینز در سال ۲۰۱۸ دریافت کرد

### سقط جنین
جانسون با سقط جنین مخالف است و از ممنوعیت سراسری این عمل حمایت می‌کند.

### مهاجرت
جانسون از فرمان اجرایی سال ۲۰۱۷ دونالد ترامپ رئیس‌جمهور آمریکا مبنی بر ممنوعیت مهاجرت از هفت کشور عمدتاً مسلمان حمایت کرد و گفت: «این تلاشی برای ممنوعیت هیچ دینی نیست، بلکه تلاشی برای محافظت کافی از سرزمین مان است. ما در دنیای خطرناکی زندگی می‌کنیم و این اقدام مهم به ما کمک خواهد کرد که بین آزادی و امنیت تعادل برقرار کنیم.»
در سال ۲۰۲۳، جانسون به اصلاحیه ای رأی داد که بودجه برای کمک به مهاجرت و پناهندگان را حذف می‌کند.

### حقوق دگرباشان جنسی
جانسون با ابرگفل در برابر هاجز مخالفت کرد که ازدواج همجنس گرایان را در سراسر ایالات متحده قانونی کرد. او معتقد است که هر ایالت باید بتوانند ازدواج همجنس گرایان را ممنوع کنند. در سال ۲۰۲۲، جانسون قانون توقف جنسی‌سازی کودکان را طرح کرد که موسسات دارای بودجه فدرال، از جمله مدارس دولتی و کتابخانه‌ها را از ترویج یا ذکر هویت جنسی منع می‌کند. این لایحه با قانون حقوق والدین در آموزش و پرورش فلوریدا مقایسه شده‌است.

## زندگی شخصی

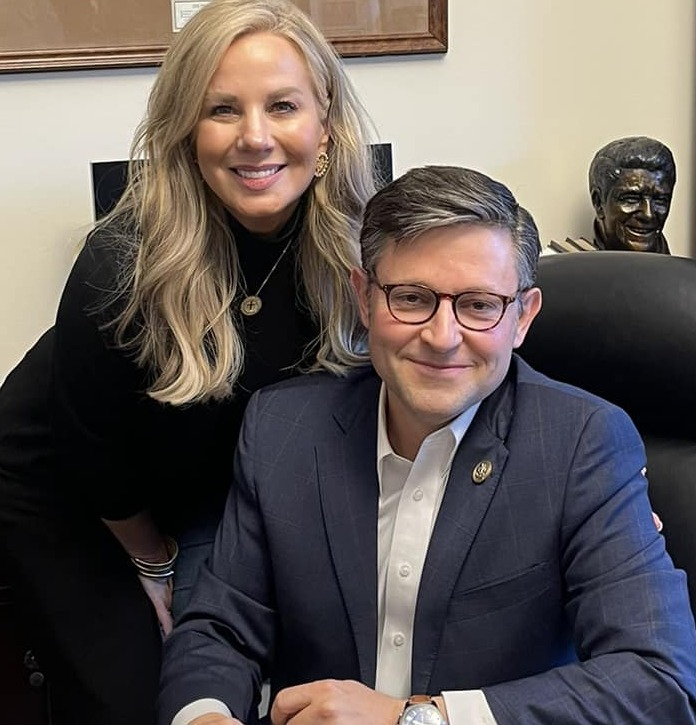
Johnson with his wife, Kelly

جانسون با کلی لری، مشاور مجوزدار مسیحی، مدرس مسایل امور خانواده و معلم سابق ازدواج کرده‌است. آنها چهار فرزند دارند. جانسون پیشتر در شریوپورت، بتن‌روژ، لوئیزیانا، و در آلن، تگزاس، شهرستان کالین، تگزاس زیسته‌است.
جانسون گفته در اوایل ازدواجش او و زنش یک پسر سیاهپوست ۱۴ ساله را به عنوان بخشی از خانواده شان پذیرفتند.
او یک مسیحی انجیلی است.